# Шереметев, Фёдор Васильевич
Фёдор Васильевич Шереметев (ок. 1540 — 26 мая 1592 года) — боярин и воевода во времена Ивана Грозного и Фёдора Ивановича.

## Биография

### Ранние годы
25 марта 1555 года послан в Дедилов.
В июне 1556 года упоминался в свите царя рындой с копьем во время Серпуховского похода, затем был послан «на первой срок» 1-м воеводой в Пронск, после чего «усть Ельца на поле стоял… а по вестем, пришед с поля, стоял на Михайлове».
В июле 1557 года упоминался в свите царя рындой с рогатиной во время Коломенского похода против татар.

### Ливонская война (1559—1583)
В 1559 году вместе с воеводой Ф. Третьяковым «приходил к Алысту… с Вышегородка и з Красного», после чего был оставлен на год 1-м воеводой в Вышгороде, откуда водил передовой полк к «Рынголу против монстра».
Зимой 1559/1560 г. ходил с передовым полком из Острова в Ливонию 3-м воеводой.
В 1562 году в сторожевом полку ходил 2-м воеводой из Юрьева к Тарвасу против литовцев.
В 1563 году — 3-й воевода в Козельске.
«А по вестем царь и великий князь велел бояром и воеводам князю Юрью Ивановичю Кашину да Петру Морозову, да Федору Шереметеву ис Козельска итти к брынскому лесу, к Брыни яму, и стаяти да государева указу, А по вестем, нечто придут на стародубские и на почепские и на брянские места литовские и белогородцкие люди, и князю Юрью Кашину с товарищи по вестем и тем местам помогати».
В октябре 1564 года ходил из Великих Лук к г. Озерище с полком правой руки 2-м воеводой. В ноябре-декабре город был взят, а Шереметев оставлен там 3-м воеводой «для береженья» при князе Петре Серебреном.
Весной 1565 года назначен 1-м воеводой в Михайлов, откуда в мае ходил 1-м воеводой в передовом полку против крымских татар. 13 сентября 1565 года на его место в Михайлов назначен Андрей Репнин, а сам Шереметев отпущен в Москву.
В апреле 1567 году — воевода в Воронеже. Затем воевода в передовом полку:
«А нечто пойдут литовские люди ко Пскову, и Фёдору быти во Пскове же; а каково будет дело, и быть… в передовом полку Фёдору Шереметеву».
В апреле 1569 года послан в Данков на место воеводы Ивана Канбарова.
В том же году был в большом полку 2-м воеводой при князе Иване Шуйском.
В 1571 году вместе с Никитой Захарьиным был послан на озеро Нещердо ставить город.
Весной 1572 года стоял в Торусе 2-м воеводой полка правой руки при князе Миките Одоевском.
Осенью ходил 2-м воеводой передового полка с братом Иваном Васильевичем в карательный поход «на изменников на казанских людей на луговую черемису и на горную».
В апреле 1573 года стоял в Торусе 2-м воеводой полка правой руки при князе Юрии Курлетеве, затем был в передовом полку в Плесе, затем 1-й воевода в Данкове вместе с Василием Коробин, 2-й воевода в полку правой руки в Торусе при князе Семёне Пронском. Осенью отправлен 2-м воеводой болшого полка Василея Голицына в Серпухов. В апреле 1574 года был 2-м воеводой в сторожевом полку с князем Иваном Курлетевым в Коломне, а затем после роспуска больших воевод был 2-м воеводой в болшом полку при князе Василие Голицыне.
В мае 1575 года — воевода в Туле.
Тогда же с ним местничался князь Михаил Тюфякин:
«И князь Михаила писал к государю, что ему с Фёдором быти невмесно.
И ко князю Михаилу Тюфякину от государя писано: то князь Михаила пишет напрасно, что ему с Фёдором быти невмесно, пригоже ему с Фёдором быти; и князю Михаилу в сходе с Фёдором Шереметевым быти велено; а не будет князь Михаила с Федором в сходе, и ему быти в великой опале».
К сентябрю 1576 г. получил чин окольничего в земской Думе, а 23 октября был послан царём 2-м воеводой в полку правой руки при князе Иване Голицыне в поход к Ревелю. В феврале 1577 года при осаде крепости погиб брат Фёдора Васильевича — Иван (Меньшой), и Фёдор был переведён на его место в большой полк.
В мае 1577 года в связи с угрозой нападения татар назначен в Калугу 2-м воеводой передового полка при князе Иване Голицыне.
В феврале 1578 года ходил к Кеси в передовом полку 2-м воеводой при князе Василии Мстиславском.
В марте ходил к осаждённому литовцами Линоварду на помощь воеводам Ивану Елецкому и Леонтею Ржевскому.
В сентябре 1578, по получении вестей о нападении черкасов (запорожских казаков) и татар на северские, темнцковские и орельские места, на берег и в пограничные города-крепости последовала новая роспись воевод и голов: вместо, Шереметева в Тулу прислан 1-м воеводой князь Даниил Ногтев, а Шереметев отозван в Москву.
25 октября 1578 года Шереметева послали в поход в Вилянскую землю к городу Полчеву 1-м воеводой в передовом полку.
В июне 1579 года назначен для Ливонского похода царя 3-м воеводой в полк правой руки.
1 сентября литовский король Стефан Баторий въехал в город в Полоцк, а 25 сентября был взят город Сокол. Фёдор Шереметев, находившийся в этот момент в городе, был взят в плен. В плену Фёдор присягнул на верность литовскому королю.
На родину он смог вернуться лишь после подписания в 1582 г. Ям-Запольского договора с Польшей.
Этим обстоятельством не преминул воспользоваться его племянник — Пётр Никитич, захвативший всё имущество дяди. Вернувшись из плена, Фёдор Шереметев подал челобитную царю, и по приказу Ивана Грозного Пётр Никитич был выдан дяде «головою за грабеж».

### Служба при Фёдоре Ивановиче
В 1583 году Фёдор Шереметев служил воеводой в Костроме.
В январе 1584 года были собраны полки для подавления восстания известного, как Третья черемисская война. Он должен был выйти из Мурома «луговые черемисы воевать».
Уже в пути войска достигла весть о смерти Ивана Грозного, а тут и восстание улеглось, и Шереметев вернулся в Москву.
По случаю восшествия на престол Фёдора Ивановича, он был возведён в боярское достоинство. Принадлежал при дворе к группировке, возглавляемой боярином Н. Р. Захарьиным.
Летом 1584 года прислан 2-м воеводой в Новгород Великий при князе Даниле Ногтёве.
В марте 1585 года отправлен в Новгород Великий «городовое дело делать… И писал к государю царю… из Новагорода боярин Федор Шереметев, что велено быть в Новегороде на Софейской стороне ему, Фёдору, а околничему Ивану на Торговой стороне, а о всяких делех съезжатися к архиепископу Александру. А прежде того в 84-м году был он, Фёдор, на Туле в болшом полку, а Иван Бутурлин был в Новасили, а из Новасили был в сходе с ним; и государь бы велел С Иваном дати счёт племяннику его Фёдору Иванову сыну Шереметеву, чтоб он от Ивана безчестен не был. И по государеву указу от государя писано к Фёдору, чтоб он на государеве службе был и делом государевым промышлял с воеводою со князем Даниилом Ондреевичем Нохтевым; а как служба минетца, и государь ему на Ивана Бутурлина велит дати суд».
Зимой 1585/1586 г. Шереметев был переведён в Орешек, куда ему прислали приказ «быти готову в казанский поход».
В феврале 1588 г. царь велел Шереметеву быть 1-м воеводой в «плавной рати» в Казани в передовом полку.
И, по государеву великаго князя приговору, передовой и сторожевой полк равны, и Семёну Сабурову невмесно быть ровну з боярином с Фёдором Васильевичем Шереметевым; и для тово бил челом Семён Сабуров, в отечестве о счете, на третева большова брата Фёдора на Семёна Васильевича Шереметева.
В 1590 году был раскрыт заговор бояр против Бориса Годунова. Заговорщики были наказаны, а всё их имущество конфисковано. Чуть позже Пётр Никитич подал «извет» царю Фёдору, что его дядя хранит у себя «животы» (то есть вещи) князя Ивана Петровича Шуйского, одного из участников заговора. Ему же и было поручено преследовать своего дядю. В том же году Фёдор Шереметев постригся в Антониеве монастыре и дал в Иосифо-Волоколамский монастырь 2 села — Рудино и Бурухино, отобранные позже в казну.
26 мая 1592 года, не оставив наследников, Фёдор Васильевич Шереметев умер.

## Семья
Жена: Ксения (в монашестве Каптелина)
Детей не было.
Отец: Василий Андреевич — московский дворянин, воевода.
Братья:
- Иван Васильевич (Большой) (ум. 1577) — воевода, боярин.
- Григорий Васильевич (ум. 1547/1548)
- Семён Васильевич (ум. 1561) — боярин.
- Никита Васильевич (ум. 1563/1564) — боярин.
- Иван Васильевич (Меньшой) (ум. 1577) — воевода, боярин.

## Вотчины
- Аксиньино
- Бурухино
- Губино[2]
- Злобино (Каширский уезд)
- Рудино